# Station Lubawa
Station Lubawa was een spoorwegstation in de Poolse plaats Lubawa.
Anno 2015 beschikt Lubawa niet meer over openbaar vervoer per trein. Het station is in 1989 buiten gebruik gesteld. Lijn 252 Zajączkowo Lubawskie - Lubawa wordt enkel nog industrieel gebruikt door de bedrijven Swedwood/Ikea en Szynaka.
Het stationsgebouw is verbouwd en wordt nu bewoond door een aantal gezinnen. De oude lijn 252 loopt dood, net voorbij het stationsgebouw. In de 21e eeuw is de lijn doorgetrokken naar het bedrijf Swedwood/Ikea.